# Thomas Arbuthnot
Thomas Arbuthnot (11 septembre 1776 - 26 janvier 1849) est un commandant de l'armée britannique. 

## Carrière militaire
Il est né à Rockfleet Castle, Comté de Mayo, en Irlande, sixième fils de John Arbuthnot. Il entre dans l'armée britannique en tant qu'enseigne du 29e régiment d'infanterie en novembre 1795. Il est promu lieutenant dans le 40e Regiment d'infanterie en mai 1796 et capitaine au 8th West India Regiment en juin 1798. Il rejoint ensuite le quartier général et sert sous l'autorité de John Moore dans la Péninsule Ibérique à partir de mai 1803. 
Il est promu major dans le 5e West India Regiment servant dans les Antilles en avril 1808 avant d'être nommé adjudant général adjoint dans la division du général Picton pendant la plus grande partie de la Guerre d'indépendance espagnole. Il est blessé à deux reprises, une fois aux Antilles et à nouveau lors d'une des actions dans la péninsule. Promu lieutenant-colonel, il devient chef de quartier adjoint au cap de Bonne-Espérance en mai 1810. Il est nommé aide de camp du prince régent en février 1812, promu au brevet colonel en juin 1814 et nommé chevalier de l'ordre du Bain en 1815. 
Promu major général en mai 1825, il est envoyé l'année suivante au Portugal pour commander une brigade. Il commande ensuite un district en Irlande et, après avoir atteint le grade de lieutenant général en juin 1838, est nommé, en 1842, au commandement des districts du nord et du Midland en Angleterre, commandement qu'il conserve jusqu'à sa mort. 
Il sert également en tant que colonel du 99e Régiment de fantassins (Lanarkshire) à partir d'août 1836, du 52e à partir de décembre 1839, du 9e Régiment de fantassins à partir de décembre 1844 et des 71e Highlanders à partir de février 1848. 
Il est décédé célibataire dans sa résidence du Crescent, à Salford. 

## Famille
Il est le frère du général Robert Arbuthnot, et Charles Arbuthnot et de l'évêque Alexander Arbuthnot. Il est l'oncle d'Alexander John Arbuthnot, du major général George Bingham Arbuthnot et du lieutenant général Charles George Arbuthnot. 

## Distinctions
- Chevalier commandeur de l'Ordre du Bain